# Sofija
Sofija (bolgarsko София) je glavno in največje mesto Bolgarije. Leži v Sofijski kotlini ob vznožju gore Vitoša v zahodnem delu države. Mesto je zgrajeno zahodno od reke Iskar in ima veliko mineralnih vrelcev, kot so Sofijske centralne mineralne kopeli. Ima vlažno celinsko podnebje. Ker je v središču Balkana, je na sredini med Črnim morjem in Jadranskim morjem ter najbližje Egejskemu morju.
Sofija, v antiki poznana kot Serdica in v srednjem veku kot Sredec, je bila območje človeškega bivanja že od vsaj 7000 pr. n. št. Zapisana zgodovina mesta se začne s potrdilom o osvojitvi Serdice s strani Rimske republike leta 29 pred našim štetjem od keltskega plemena Serdi. V času zatona Rimskega cesarstva so mesto plenili Huni, Vizigoti, Avari in Slovani. Leta 809 je Serdico vključil v prvo bolgarsko cesarstvo kan Krum in je postala znana kot Sredec. Leta 1018 so Bizantinci končali bolgarsko oblast do leta 1194, ko jo je ponovno vključilo prerojeno Drugo bolgarsko cesarstvo. Sredec je postal glavno upravno, gospodarsko, kulturno in literarno središče, dokler ga leta 1382 niso osvojili Osmani. Od leta 1530 do 1836 je bila Sofija regionalna prestolnica Rumelijskega ejaleta, ključne province Osmanskega cesarstva v Evropi. Bolgarska oblast je bila obnovljena leta 1878. Sofija je bila naslednje leto izbrana za prestolnico tretje bolgarske države, s čimer se je začelo obdobje intenzivne demografske in gospodarske rasti.
Sofija je 14. največje mesto v Evropski uniji. Obkrožajo jo pobočja, kot so Vitoša na južni strani, Ljulin na zahodni strani in Stara planina na severu, zaradi česar je tretja najvišja evropska prestolnica za Andorro la Vello in Madridom. Ker je Sofija glavno mesto Bolgarije, je dom številnih večjih lokalnih univerz, kulturnih ustanov in trgovskih podjetij. Mesto je bilo opisano kot »trikotnik verske strpnosti«. To je zato, ker so trije templji treh velikih svetovnih religij – krščanstvo, islam in judovstvo – blizu skupaj: cerkev Svete nedelje, mošeja Banja Baši in Sofijska sinagoga. Ta trikotnik je bil nedavno razširjen na 'kvadrat' in vključuje katoliško stolnico svetega Jožefa.
Sofija je bila imenovana za eno izmed desetih najboljših krajev za zagonska podjetja na svetu, zlasti na področju informacijskih tehnologij. Leta 2013 je bila to najbolj dostopna evropska prestolnica za obisk. Bojanska cerkev v Sofiji, zgrajena v času drugega bolgarskega cesarstva in ima veliko simbolike dediščine bolgarske pravoslavne cerkve, je bila leta 1979 vključena na seznam svetovne dediščine. Sofija je s svojim kulturnim pomenom v jugovzhodni Evropi dom nacionalne opere in baleta Bolgarije, Narodna palača kulture, Nacionalni stadion Vasil Levski, Narodno gledališče Ivana Vazova, Narodni zgodovinski muzej, Narodni arheološki muzej in amfiteater Serdika. Muzej socialistične umetnosti vključuje številne skulpture in plakate, ki obiskovalce izobražujejo o življenjskem slogu v komunistični Bolgariji.[26]
Število prebivalcev Sofije se je zmanjšalo s 70.000 v poznem 18. stoletju, preko 19.000 leta 1870, na 11.649 leta 1878, nato pa je začelo naraščati. Sofija gosti približno 1,28 milijona prebivalcev na ozemlju 500 km². Mestno območje Sofije gosti okoli 1,54 milijona prebivalcev na 5723 km², ki obsega Sofijsko oblast in dele oblasti Sofija (mesto) (Dragoman, Slivnica, Kostinbrod, Božurište, Svoge, Elin Pelin, Gorna Malina, Ihtiman, Kostenec) in Pernik (Pernik, Radomir), ki predstavlja 5,16 % ozemlja države. Metropolitansko območje Sofije temelji na eni uri vožnje z avtomobilom, razteza se mednarodno in vključuje Dimitrovgrad v Srbiji. Metropolitansko regijo Sofije naseljuje 1,66 milijona prebivalcev.

## Imena
Dolgo časa je imelo mesto tračansko ime Serdika (starogrško Σερδικη, latinizirano: Serdikē ali starogrško Σαρδικη, latinizirano: Sardikē; latinsko Serdica ali latinsko Sardica), ki je izhajalo iz plemena Serdi, ki je bilo traškega, keltskega ali mešanega traško-keltskega izvora. Cesar Trajan (53–117 n. št.) je mestu dal kombinirano ime Ulpia Serdica; Ulpia morda izhaja iz umbrijskega sorodnika latinske besede lupus, kar pomeni 'volk' ali iz latinsko vulpes (lisica). Zdi se, da je bila prva pisna omemba Serdice med njegovo vladavino, zadnja omemba pa je bila v 19. stoletju v bolgarskem besedilu (Сардакіи, Sardaki). Druga imena Sofije, kot sta Serdonpolis (bizantinsko grško Σερδών πόλις, 'mesto Serdov') in Triadica (Τριάδιτζα, 'trojica'), so bila omenjena v bizantinskih grških virih ali kovancih. Slovansko ime Sredec (cerkvenoslovansko: Срѣдецъ), ki je povezano s 'sredino' (среда, 'sreda') in z najzgodnejšim imenom mesta, se je prvič pojavilo na papirju v besedilu iz 11. stoletja. Arabski popotnik Al-Idrizi je mesto imenoval Atralisa, križarji pa Strelisa, Stralitsa ali Stralitsion.
Ime Sofija izhaja iz cerkve sv. Sofije v nasprotju s prevladujočim slovanskim poreklom bolgarskih mest. Izvor je v grški besedi sophía (σοφία, 'modrost'). Najzgodnejša dela, v katerih je registrirano to najnovejše ime, so dvojnik Serdiškega evangelija v dialogu med dvema prodajalcema iz Dubrovnika okoli leta 1359, v Vitoški listini bolgarskega carja Ivana Šišmana iz 14. stoletja in v zapiskih dubrovniškega trgovca iz leta 1376. V teh dokumentih se mesto imenuje Sofija, hkrati pa se regija in prebivalci mesta še vedno imenujejo Sredečeski (cerkvenoslovansko срѣдечьскои, 'iz Sredeca'), kar se je nadaljevalo do 20. stoletja. Osmani so dali prednost imenu Sofija (صوفيه). Leta 1879 je prišlo do spora o tem, kako naj bo ime nove bolgarske prestolnice, ko so meščani ustanovili odbor znanih ljudi, ki so vztrajali pri slovanskem imenu. Postopoma je nastal kompromis, uradna ureditev Sofije za vsedržavne ustanove, medtem ko je bil legitimiran naziv Sredec za upravne in cerkvene ustanove, preden je bil slednji skozi leta opuščen.

## Geografija
Pokrajina mesta Sofija ima površino 1344 km², medtem ko okoliška in veliko večja Sofijska oblast meri 7059 km². Razvoj Sofije kot pomembnega naselja je v veliki meri posledica njenega osrednjega položaja na Balkanu. Leži v zahodni Bolgariji, ob severnem vznožju gore Vitoša, v Sofijski dolini, ki je na severu obdana s Staro planino. Dolina ima povprečno nadmorsko višino 550 metrov. Je druga najvišja prestolnica Evropske unije (za Madridom) in tretja najvišja prestolnica Evrope (za mestom Andorra la Vella in Madridom). Za razliko od večine evropskih prestolnic Sofijo ne prečka nobeno veliko reko, temveč je z vseh strani obdana s sorazmerno visokimi gorami. Do mesta vodijo trije gorski prelazi, ki so bili ključni že od antike, Vitoša je razvodnica med Črnim in Egejskim morjem.
Mesto prečkajo številne manjše reke, vključno z Bojansko, Vladajsko in Perlovsko. Reka Iskar v zgornjem toku teče blizu vzhodne Sofije. Izvira v Rili, najvišji gori Bolgarije in vstopi v Sofijsko dolino blizu vasi German. Iskar teče proti severu proti Stari planini, teče med vzhodnimi predmestji mesta, poleg glavne stavbe in pod vzletno-pristajalnimi stezami letališča Sofija, ter se izliva pri mestu Novi Iskar, kjer se začne slikovita soteska Iskar.
Mesto je znano po 49 mineralnih in termalnih vrelcih. V 20. stoletju so zgradili umetna in zajezitvena jezera.
Medtem ko sta bila potresa iz leta 1818 in 1858 močna in uničujoča, se je potres v Perniku leta 2012 zgodil zahodno od Sofije s trenutno magnitudo 5,6 in veliko nižjo Mercallijevo intenziteto VI (močna). V mestu so opazili tudi potres v Egejskem morju leta 2014.

### Podnebje
Sofija ima vlažno celinsko podnebje (Köppnova podnebna klasifikacija Dfb; Cfb, če ima izotermo –3 °C) s povprečno letno temperaturo 10,9 °C.
Zime so razmeroma hladne in snežene. V najhladnejših dneh lahko temperature padejo pod –15 °C, najbolj opazno januarja. Najnižja zabeležena temperatura je -31,2 °C (16. januar 1893). V povprečju Sofija prejme skupno 98 cm snega in 56 dni s snežno odejo. Najbolj snežna zabeležena zima je bila leta 1939/1940 s skupno višino snega 169 cm. Rekordna višina snega je 57 cm (25. december 2001). Najhladnejše zabeleženo leto je bilo 1893 s povprečno januarsko temperaturo −10,4 °C in letno temperaturo 8,2 °C.
Poletja so precej topla in sončna. Poleti je mesto na splošno nekoliko hladnejše od drugih delov Bolgarije zaradi svoje višje nadmorske višine. Vendar pa je mesto izpostavljeno tudi vročinskim valovom z visokimi temperaturami, ki v najbolj vročih dneh, zlasti julija in avgusta, dosežejo ali presežejo 35 °C. Najvišja zabeležena temperatura je 40,2 °C (5. julij 2000). Najbolj vroč zabeležen mesec je bil julij 2012 s povprečno temperaturo 24,8 °C. Najtoplejše leto doslej je bilo 2023 z letno temperaturo 12,1 °C.
Pomladi in jeseni v Sofiji so običajno kratke s spremenljivim in dinamičnim vremenom.
Mesto prejme povprečno količino padavin 625,7 mm na leto, največ pa doseže pozno spomladi in zgodaj poleti, ko so nevihte pogoste. Najbolj suho zabeleženo leto je bilo 2000 s skupno količino padavin 304,6 mm, medtem ko je bilo najbolj mokro zabeleženo leto 2014 s skupno količino padavin 1066,6 mm.

### Okolje
Geografski položaj Sofijske doline omejuje pretok zračnih mas, kar povečuje možnosti onesnaženja zraka s trdnimi delci in dušikovim oksidom. Trdno gorivo za ogrevanje in promet motornih vozil sta pomembna vira onesnaževal. Smog se tako vztraja nad mestom, saj temperaturne inverzije in gore, ki obdajajo mesto, preprečujejo kroženje zračnih mas. Zaradi tega so ravni onesnaženosti zraka v Sofiji med najvišjimi v Evropi.
Koncentracije trdnih delcev so stalno nad normo. Med kurilno sezono oktober 2017–marec 2018 so ravni trdnih delcev 70-krat presegle normo; 7. januarja 2018 so ravni PM10 dosegle 632 μg/m³, kar je približno dvanajstkrat več od norme EU, ki znaša 50 μg/m³3.  Celo območja z malo viri onesnaženosti zraka, kot je Gorna Banja, so imele ravni PM2,5 in PM10 nad varnimi pragovi. Kot odziv na nevarne skoke onesnaženosti zraka je občinski svet januarja 2018 izvedel vrsto ukrepov, kot je pogostejše umivanje ulic. Vendar pa je poročilo Evropskega računskega sodišča, izdano septembra 2018, razkrilo, da Sofija ni pripravila nobenega projekta za zmanjšanje onesnaženosti zraka zaradi ogrevanja. Poročilo tudi ugotavlja, da v Sofiji ne deluje nobena postaja za spremljanje industrijskega onesnaževanja, čeprav so industrijski obrati v mestu aktivni. Merilna postaja na Orlovem mostu, kjer so bile izmerjene nekatere najvišje vrednosti trdnih delcev, je bila odmaknjena od lokacije in od takrat meri močno nižje vrednosti. Delce zdaj večinoma meri mreža 300 senzorjev, ki jih od leta 2017 vzdržujejo prostovoljci. Evropska komisija je Bolgarijo ovadila pred sodiščem zaradi neuspeha pri zajezitvi onesnaževanja zraka.

## Zgodovina
Zgodovina Sofije je dolga več tisoč let. V tem času je bila trgovsko, industrijsko, kulturno in gospodarsko središče regije in celega Balkana.

### Stari vek
Območje ima skoraj 7000-letno zgodovino, z veliko privlačnostjo izvirov tople vode, ki še vedno obilno tečejo v središču mesta. Dokumentirana je neolitska vas v Slatini iz 5.–6. tisočletja pred našim štetjem. Druga neolitska naselbina je bila ustanovljena v 3.–4. tisočletju pr. n. št. v bližini mesta sodobne Narodne galerije umetnosti, ki je od takrat tradicionalno središče mesta.
Najzgodnejša plemena, ki so se naselila, so bili Tračani Tilataei. V 500-ih letih pr. n. št. je območje postalo del tračanske državne zveze, Odriškega kraljestva drugega traškega plemena Odrisov.
Sofija je bila prvotno tračansko naselje z imenom Serdika ali Sardika, ki ga je morda dobila po tračanskem plemenu Serdi. Naselje je bilo v 4. stoletju pr. n. št. nekaj časa v posesti Filipa II. Makedonskega in njegovega sina Aleksandra Velikega.
Okrog leta 29 pred  n. št. so Serdiko osvojili Rimljani in je preimenovali v Ulpia Serdica. Med vladavino cesarja Trajana (98–117) je postala središče okrožja (municipium). Mesto se je razširilo, dobilo obzidje s stolpi, javna kopališča, upravne in kulturne zgradbe, mestno baziliko in velik amfiteater z imenom Bulevterij. Ko je cesar Dioklecijan provinco Dakijo razdelil na Dacio Ripensis ob Donavi in Dacio Mediteraneo, je Serdika postala upravno središče Daciae Mediterraneae. Cesar Galerij je leta 311 v Serdiki objavil Tolerančni edikt, s katerim se je končalo dioklecijansko preganjanje kristjanov. Edikt je krščanstvu implicitno podelil položaj religio licita - dovoljene vere. Ediktu je dve leti kasneje sledil Milanski edikt, s katerim je  krščanstvo postalo državna vera.   
Mesto se je v naslednjem stoletju in pol zelo razširilo, zato ga je cesar Konstantin I. Veliki imenoval »moj Rim«. Leta 343 je bil v cerkvi, ki je stala na mestu sedanje cerkve svete Sofije, cerkveni koncil. Serdika je bila srednje veliko mesto, zaradi svojega urbanega koncepta in arhitekture, pogostih družabnih prireditev in živahnega družbenega življenja pa veličastno mesto. Cvetelo je zlasti med vladavino bizantinskega cesarja Justinijana I., ko je bila obdana z mogočnim obzidjem, katerega ostanki so še vidni. 
Mesto so leta 447 uničili Huni, vendar ga je cesar Justinijan obnovil in preimenoval v Triadico. Kasneje so mesto pogosto opustošili Slovani, vendar je ostalo pod bizantinsko oblastjo do leta 809. Tračana ali tračanskega porekla sta bila cesarja Trajan in Dioklecijan.

### Srednji vek
Serdica je po dolgem obleganju leta 809 med vladavino kana Kruma postala del Prvega bolgarskega cesarstva. Padec strateškega mesta je spodbudil veliko in končno katastrofalno invazijo bizantinskega cesarja Nikeforja I. na Bolgarijo, ki je pripeljala do njegove smrti v rokah bolgarske vojske. Po vojni je bilo mesto trajno vključeno v Bolgarijo in postalo znano po slovanskem imenu Sredec. Zraslo je v pomembno trdnjavo in upravno središče pod Krumovim naslednikom kanom Omurtagom, ki je iz njega naredil središče province Sredec (Sredeški komitat, Средецки комитат). Bolgarski zavetnik Ivan Rilski je bil po ukazu cesarja Petra I. sredi 10. stoletja pokopan v Sredecu. Po osvojitvi bolgarske prestolnice Preslav s strani Svjatoslava I. Kijevskega in vojske Ivana I. Cimiskesa v letih 970–971 je bolgarski patriarh Damjan naslednje leto za svoj sedež izbral Sredec in tja je bilo začasno prestavljeno glavno mesto Bolgarije. V drugi polovici 10. stoletja so mestu vladali komit Nikola in njegovi sinovi, znani kot Komitopuli. Eden od njih je bil Samuel Bolgarski, ki je bil nazadnje leta 997 okronan za bolgarskega cesarja. Leta 986 je bizantinski cesar Bazilij II. oblegal Sredec, vendar je po 20 dneh brezplodnih napadov garnizija pobegnila in prisilila Bizantince, da so opustili pohod. Na poti v Konstantinopel so Bolgari v bitki pri Trajanovih vratih napadli zasedo in ga močno porazili.
Mesto je nazadnje padlo v Bizantinsko cesarstvo leta 1018, po bizantinski osvojitvi Bolgarije. Sredec se je pridružil uporu Petra Deljana v letih 1040–1041 v neuspelem poskusu obnovitve bolgarske neodvisnosti in je bil zadnja trdnjava upornikov, ki jih je vodil lokalni poveljnik Botko. V 11. stoletju so bili številni Pečenegi naseljeni v Sofijski regiji kot bizantinski federati.
Ponovno je bilo vključeno v obnovljeno Bolgarsko cesarstvo leta 1194 v času cesarja Ivana Asena I. in je postalo glavno upravno in kulturno središče. Več mestnih guvernerjev je bilo članov bolgarske cesarske družine in so imeli naziv sebastokrator, drugi najvišji v tistem času, takoj za carjem. Nekateri znani imetniki naslova so bili Kalojan, Peter in njun sorodnik Aleksandar Asen (um. po 1232), sin Ivana Asena I. Bolgarskega (vladal 1189–1196). V 13. in 14. stoletju je bil Sredec pomembno duhovno in literarno središče s skupino 14 samostanov v njegovi bližini, ki so jih sčasoma uničili Osmani. Mesto je proizvajalo večbarvno sgraffito keramiko, nakit in železnino.
Leta 1382/1383 ali 1385 je Sredec po trimesečnem obleganju med bolgarsko-osmanskimi vojnami zasedel Lala Şâhin paša. Osmanski poveljnik je zapustil naslednji opis mestne garnizije: »Znotraj trdnjave [Sofije] je velika in elitna vojska, njeni vojaki so močne postave, brkati in videti v vojni utrjeni, vendar so navajeni uživati vino in rakijo – v beseda, veseljaki.«

### Osmansko obdobje
Sofijo so osmanski Turki osvojili leta 1382 med vladavino sultana Murata I. Leta 1443 je doživela drzen križarski pohod Ivana Hunyadija in Vladislava III. Varnskega, ki naj bi pregnal Turke. Pohod je propadel, zaradi sodelovanja s križarji pa je bilo mnogo meščanov Sofije usmrčenih, zlasti tistih iz višjih družbenih razredov. Muslimani so se v še vedno pretežno krščanski bolgarski Sofiji pojavili leta 1444, ko je postala glavno mesto Rumelijskega bejlerbejlika, ki je zajemal skoraj vse turške posesti v Evropi. To vlogo je obdržala do 18. stoletja.
V tem času je bilo zgrajenih veliko osmanskih zgradb, od katerih se jih je nekaj ohranilo. Mednje spada tudi ena sama mošeja Banja Baši. Davčni register iz 16. stoletja priča o znatnem povečanju števila muslimanov na račun Bolgarov: leta 1524–1525 je bilo v mestu 915 muslimanskih in 317 krščanskih hišnih gospodarjev, leta 1544–1545 1325 muslimanskih, 173 krščanskih in 88 judovskih, leta 1570–1571 892 muslimanskih, 386 krščanskih, 126 judovskih in 49 romskih in leta 1573 1017 muslimanskih, 257 krščanskih, 127 judovskih in 38 romskih. V osmanskem obdobju je mesto doživelo tudi največjo rast celotnega števila prebivalcev – od 6.000 v 1620. letih do 55.000 sredi 17. stoletja in 70.000–80.000 v 18. stoletju. Podatki za 18. stoletje temeljijo na ocenah tujih obiskovalcev in so morda pretirani.
V 16. stoletju je bila Sofija živahno trgovsko središče, v katerem so živeli bolgarski, romanijotski, aškenaski in sefardski judovski, armenski, grški in dubrovniški trgovci. V 17. stoletju so se pojavili tudi Albaci in Perzijci. Ob koncu osmanske okupacije je imelo mesto 20.501 prebivalca, od tega 56 % Bolgarov, 30 % Judov, 7 % Turkov in 6 % Romov. Ko govorimo o mestni podobi, viri iz 16. stoletja omenjajo osem petkovih mošej, tri javne knjižnice, številne šole, 12 cerkva, tri sinagoge in največji bedesten (tržnica) na Balkanu. Poleg tega so bile fontane in hamami (kopališča). Najvidnejše cerkve, kot sta sv. Sofija in sv. Jurij, so bile spremenjene v mošeje, zgrajene pa so bile tudi številne nove, vključno z mošejo Banja Baši, ki jo je zgradil priznani osmanski arhitekt Mimar Sinan. Do 17. stoletja je bilo skupno 11 velikih in več kot 100 majhnih mošej. V Sofiji, Samokovu in zahodni Bolgariji je leta 1737 prišlo do pomembne vstaje proti otomanski oblasti.
Leta 1610 je Vatikan za osmanske katoliške podložnike v Rumeliji ustanovil Sofijsko škofijo. Škofija je delovala do leta 1715, ko je večina katolikov emigrirala na habsburško ali carsko rusko ozemlje.

### Kasnejša zgodovina
Sofijo je osvobodila ruska vojska leta 1878 med rusko-turško vojno (1877–1878). Leta 1879 je postala prestolnica neodvisne Kneževine Bolgarije, ki se je leta 1908 preimenovala v Bolgarsko kraljestvo.
Večina mošej v Sofiji je bila med vojno porušena. Ruski vojaški inženirci so v samo eni noči decembra 1878 med topniškim obstreljevanjem, ki je preglasilo eksplozije, zaminirali in porušili kar sedem mošej.
Leta 1900 je zasvetila prva električna žarnica v mestu.
V drugi balkanski vojni se je Bolgarija sama bojevala tako rekoč proti vsem svojim sosednjim državam. Ko je romunska vojska leta 1913 vstopila v Vraždebno, takrat vas 11 kilometrov od Sofije, ki je zdaj predmestje, je to spodbudilo bolgarsko carstvo, da je kapituliralo. Med vojno je Sofijo preletel Romunski letalski korpus, ki je izvajal fotoizvidniške operacije in v mesto metal propagandne brošure. Tako je Sofija postala prva prestolnica na svetu, ki so jo preletela sovražna letala.
Leta 1925 se je zgodilo največje teroristično dejanje v bolgarski zgodovini. Pripadniki bolgarske komunistične partije so napadli cerkev Svete nedelje in ubili 150 ljudi, 500 pa so jih ranili. 
Med drugo svetovno vojno je Sofijo konec leta 1943 in na začetku leta 1944 bombardiralo zavezniško letalstvo, kasneje pa jo je zasedla sovjetska Rdeča armada. Medvojni bolgarski režim, ki je bil zaveznik nacistične Nemčije, so odstavili in Sofija je postala prestolnica komunistične Ljudske republike Bolgarije (1946–1990). Med vladavino komunistične partije so bile številne najbolj simbolične ulice in trgi mesta preimenovane iz ideoloških razlogov, prvotna imena pa so bila obnovljena po letu 1989.
Mavzolej Georgija Dimitrova, kjer je bilo truplo Dimitrova shranjeno na podoben način kot Leninov mavzolej, so leta 1999 porušili.

## Mestna pokrajina
V Sofiji je 607.473 stanovanj in 101.696 stavb. Po sodobnih evidencah je bilo do leta 1949 zgrajenih 39.551 stanovanj, med letoma 1950 in 1969 119.943, med letoma 1970 in 1989 287.191, v devetdesetih letih 57.916 in med letoma 2000 in 2011 102.623. Do 1949 je bilo zgrajenih 13.114 stavb, v vsakem naslednjem desetletju pa med 10.000 in 20.000. Sofijska arhitektura združuje široko paleto arhitekturnih slogov, med katerimi so nekateri estetsko nezdružljivi. Ti se razlikujejo od krščanske rimske arhitekture in srednjeveških bolgarskih trdnjav do neoklasicizma in montažnih stanovanjskih blokov iz obdobja socializma, pa tudi novejših steklenih stavb in mednarodne arhitekture. V središču mesta so ohranjene številne starorimske, bizantinske in srednjeveške bolgarske stavbe. Sem spadajo Rotunda sv. Jurija iz 4. stoletja, obzidje trdnjave Serdica in delno ohranjen Amfiteater Serdica.
Po osvobodilni vojni je knez Aleksander Battenberg povabil arhitekte iz Avstro-Ogrske, da so oblikovali arhitekturno podobo nove prestolnice.
Med arhitekti, povabljenimi na delo v Bolgarijo, so bili Friedrich Grünanger, Adolf Václav Kolář in Viktor Rumpelmayer, ki so zasnovali najpomembnejše javne stavbe, ki jih je potrebovala na novo vzpostavljena bolgarska vlada, pa tudi številne hiše za državno elito. Pozneje so svoje prispevali tudi številni v tujini izobraženi bolgarski arhitekti. Arhitektura sofijskega središča je torej kombinacija neobaroka, neorokokoja, neorenesanse in neoklasicizma, pri čemer je kasneje pomembno vlogo odigrala tudi dunajska secesija, vendar je najbolj tipično srednjeevropska.
Po drugi svetovni vojni in vzpostavitvi komunistične vlade v Bolgariji leta 1944 je bil arhitekturni slog bistveno spremenjen. V središču so se pojavile stalinistične gotske javne zgradbe, zlasti prostoren vladni kompleks okoli Larga, stadion Vasil Levski, Narodna knjižnica Cirila in Metoda in drugi. Ko je mesto raslo navzven, so takrat nove soseske prevladovale številne betonske stolpnice, montažne panelne stanovanjske stavbe in primeri brutalistične arhitekture.
Po odpravi komunizma leta 1989 so v Sofiji zgradili celotna poslovna okrožja in soseske, pa tudi sodobne poslovne stavbe s steklenimi fasadami, podobne nebotičnikom, pa tudi vrhunske stanovanjske soseske. 126-metrski  poslovni center Capital Fort je prvi nebotičnik v Bolgariji s 36 nadstropji. Konec stare administracije in centralnoplanskega sistema pa je odprl pot tudi kaotični in neomejeni gradnji, ki traja še danes.
- Notranjost starodavne cerkev svete Sofije
- Neoklasicistična arhitektura, pisarniški center Polygraphia
- Stavba Narodne skupščine
- Svet ministrov (levo), Predsedstvo (desno) in nekdanja hiša Komunistične partije

### Turizem
Sofija je poleg obalnih in gorskih krajev ena najbolj obiskanih turističnih destinacij v Bolgariji. Med njenimi poudarki je cerkev Aleksandra Nevskega, eden od simbolov Bolgarije, zgrajena v poznem 19. stoletju. Zavzema površino 3170 kvadratnih metrov in lahko sprejme 10.000 ljudi.
V središču mesta so številni ostanki starodavne Serdike, ki so bili izkopani in so na ogled javnosti, vključno s kompleksom antične Serdike, vzhodnimi vrati, zahodnimi vrati, mestnim obzidjem, termami, Cerkev sv. Jurija iz 4. stol., Amfiteater Serdika, grobnice pod cerkvijo sv. Sofije.
Bulevar Vitoša, imenovan tudi Vitoška, je cona za pešce s številnimi kavarnami, restavracijami, modnimi butiki in trgovinami z luksuznimi izdelki. Geografska lega Sofije, ob vznožju gore Vitoša, ki je ob koncu tedna, dodatno prispeva k posebnemu vzdušju mesta.
- Nekatere turistične atrakcije v Sofiji
- narodno gledališče Ivan Vazov
- Bulevar Vitoša, glavna nakupovalna ulica v mestu
- Tržna dvorana Sofije
- Cerkev svetega Jurija
- Narodna galerija tuje umetnosti